# شهرستان هورون، انتاریو

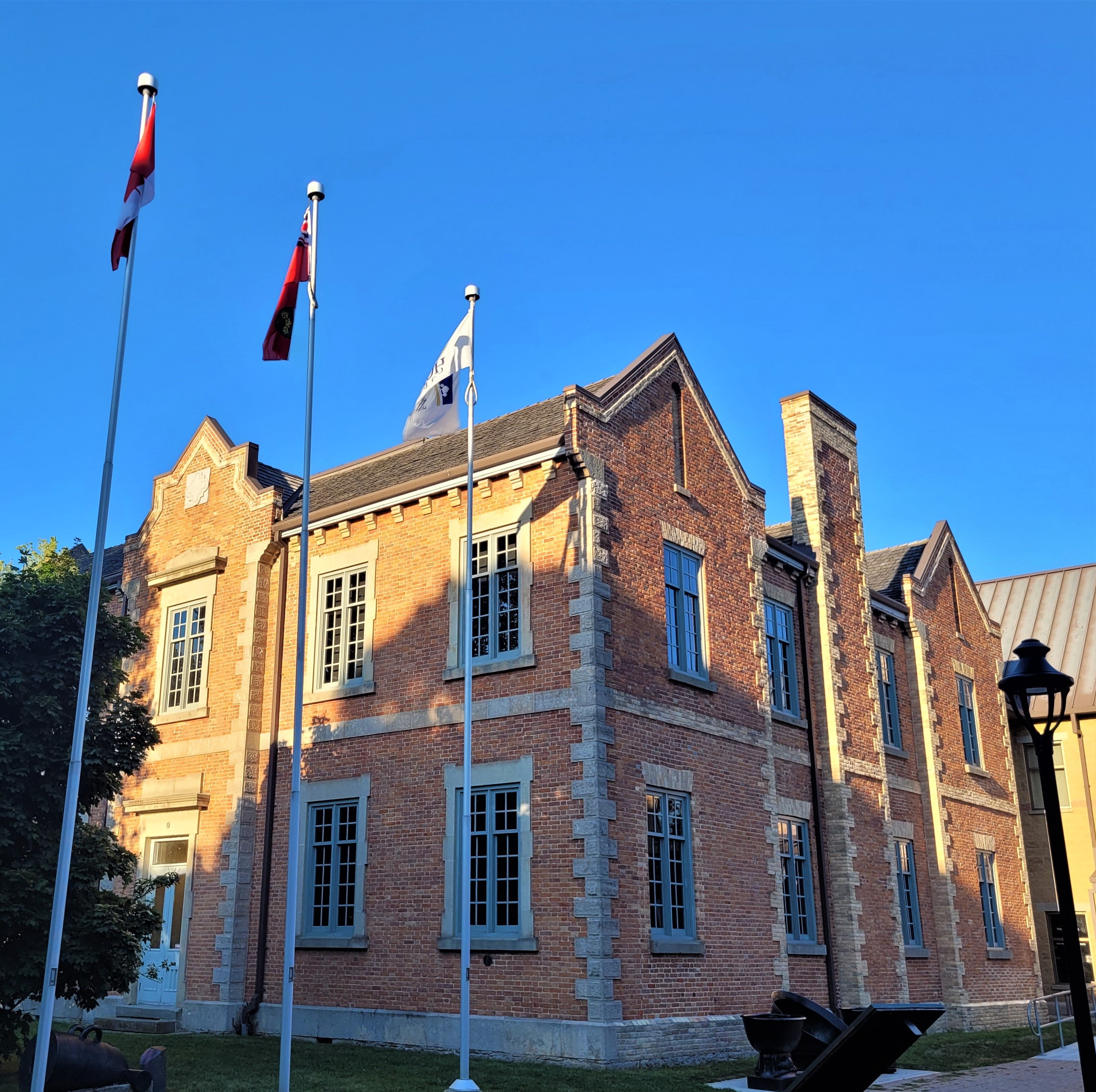
موزه شهرستان هیوران

شهرستان هیوران (به انگلیسی: Huron County) یک شهرستان در کانادا است که در انتاریو واقع شده‌است.
شهرستان هیوران ۵۹٬۱۰۰ نفر جمعیت دارد.